# Neotheronia chiriquensis
Neotheronia chiriquensis är en stekelart som först beskrevs av Cameron 1886.  Neotheronia chiriquensis ingår i släktet Neotheronia och familjen brokparasitsteklar. Inga underarter finns listade i Catalogue of Life.